# محمد الحوراني
محمد الحوراني (1381- 1446 هـ / 1961- 2025 م) هو قائد وطني فلسطيني وعضو المجلس الثوري لحركة فتح.

## سيرته
وُلد أبو راكان، محمد عبد الفتاح الحوراني في مدينة الخليل، يوم الخميس 20 ربيع الأول 1381هـ الموافق 31 أغسطس 1961م، وكان عضواً في المجلس الثوري لحركة فتح. إبَّان الإدارة الأردنية للضفة الغربية.
انضم منذ شبابه إلى الثورة الفلسطينية المعاصرة، وأسهم إسهامًا بارزًا في تأسيس التنظيم الطلابي للحركة في الساحة الأوربية في أثناء دراسته الجامعية في بلغاريا. وشارك في العديد من المراحل النضالية للحركة، بدءًا من انطلاق الثورة الفلسطينية، مرورًا بالانتفاضتين الأولى والثانية، وكان له دور قيادي في الحركة الأسيرة داخل معتقلات الاحتلال الإسرائيلي.
حصل الحوراني على 23,034 صوتًا في الانتخابات العامة الفلسطينية عام 1996، وصار عضوًا ممثلًا عن دائرة محافظة الخليل في المجلس التشريعي الفلسطيني الأول. وشغل عدَّة مواقع قيادية داخل حركة فتح، إضافة إلى كونه نائبَ رئيس المجلس الاستشاري للحركة.
تولَّى منصب سفير دولة فلسطين لدى الجزائر بين 2 سبتمبر 2008 حتى 2010، وعمل على تعزيز العَلاقات الدبلوماسية بين فلسطين والدول العربية. وفي 4 ديسمبر 2016 فازَ بانتخابات المجلس الثوري لحركة فتح التي عُقدت في المؤتمر السابع للحركة وصار عضوًا فيه.

## وفاته ونعيه
توفي الحوراني في مستشفى الاستشاري العربي في مدينة رام الله، يوم الثلاثاء 25 رمضان 1446هـ الموافق 25 مارس (آذار) 2025م. وشُيِّع في اليوم التالي الأربعاء 26 مارس 2025، من مقرِّ المقاطعة الفلسطينية في البيرة، ودُفن في رام الله.
نعاه الرئيس الفلسطيني محمود عباس وأشاد بمناقبه ومسيرته الوطنية، كما نعَته حركة فتح، معتبرةً إياه مناضلًا مقدامًا قدَّم التضحيات الجِسام في سبيل القضية الفلسطينية.